# Orthetrum japonicum
Orthetrum japonicum är en trollsländeart. Orthetrum japonicum ingår i släktet Orthetrum och familjen segeltrollsländor. IUCN kategoriserar arten globalt som livskraftig.

## Underarter
Arten delas in i följande underarter:
- O. j. internum
- O. j. japonicum